# Johannes Dieckmann

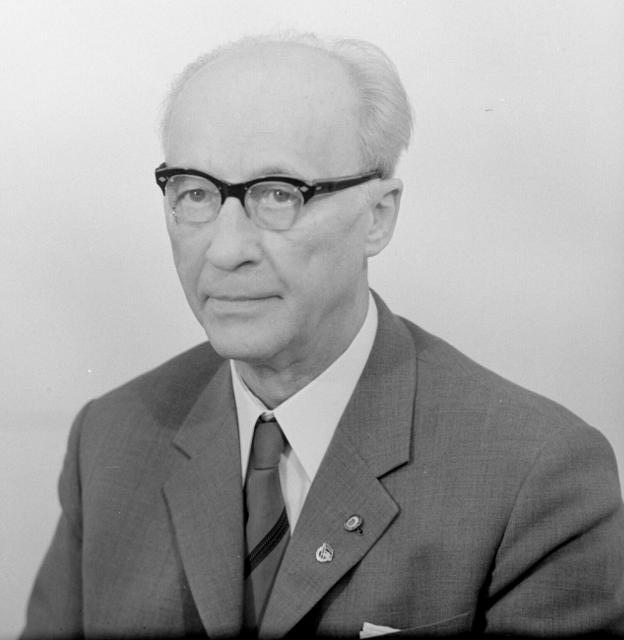
Johannes Dieckmann, 1967

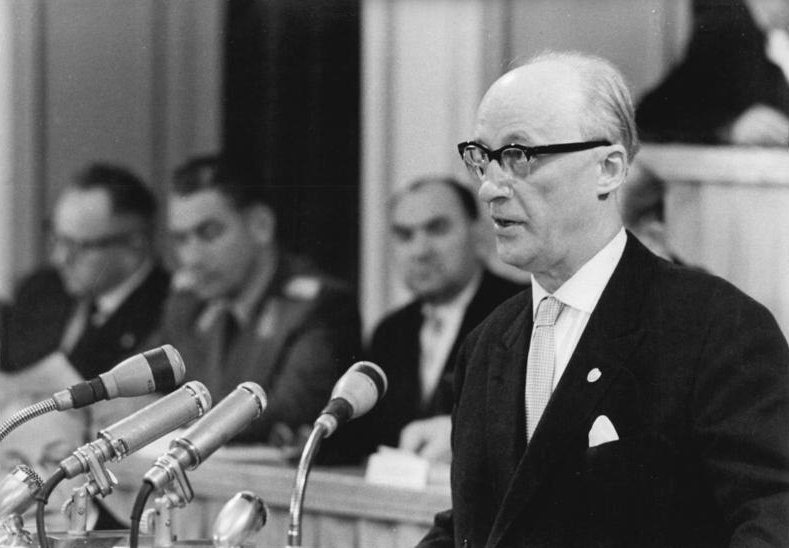
Johannes Dieckmann auf einer Sitzung der Volkskammer, 1960

Johannes Dieckmann (* 19. Januar 1893 in Fischerhude, Kreis Achim; † 22. Februar 1969 in Ost-Berlin) war ein deutscher Politiker (DVP, LDPD). Er war Präsident der Volkskammer der DDR und stellvertretender Vorsitzender des Staatsrates der DDR.

## Leben
Dieckmann war Sohn eines Pfarrers. Er studierte in Berlin, Gießen und Göttingen Nationalökonomie und Philosophie. In Berlin wurde er Mitglied des VDSt Berlin. 1916 wurde er zum Militär einberufen. Im November 1918 war er Vorsitzender eines Soldatenrates.
Nach Ende des Ersten Weltkrieges trat Dieckmann der DVP bei und wurde einer der engsten Mitarbeiter Gustav Stresemanns. Dieckmann war nacheinander Generalsekretär der DVP in den Bezirken Weser-Ems, Niederrhein und Sachsen. Von 1929 bis 1933 gehörte er mit einer kurzen Unterbrechung dem Sächsischen Landtag an. Am 23. Mai 1933 stimmte er im Landtag für die Annahme des sächsischen Ermächtigungsgesetzes.
Von 1933 bis 1939 arbeitete er als Geschäftsführer mehrerer Kohlewirtschaftsverbände. Im August 1939 wurde er zur Wehrmacht einberufen, im Januar 1941 als Hauptmann der Reserve entlassen. Anschließend war er bis 1945 Geschäftsleiter des Oberschlesischen Steinkohlen-Syndikats. 1944 wurde Dieckmann im Zusammenhang mit dem Attentat vom 20. Juli 1944, an dem sein Vetter Albrecht Mertz von Quirnheim beteiligt war, unter verschärfte Beobachtung der Gestapo gestellt.
Nach dem Ende des Zweiten Weltkrieges gründete Dieckmann das „Sächsische Kohlekontor“ und den Verlag „Sächsisches Tageblatt“. Er war zudem Mitbegründer der LDPD in Sachsen und trat ab 1951 offiziell für die Gleichschaltung seiner Partei im System der Blockparteien in der DDR ein. Seit 1946 gehörte er für die LDPD dem Sächsischen Landtag an. Ab 1948 fungierte er als Justizminister und stellvertretender Ministerpräsident von Sachsen. 1948/49 war er Mitglied der Deutschen Wirtschaftskommission, des Deutschen Volksrats und seines Verfassungsausschusses. Von 1949 bis 1969 war er stellvertretender Vorsitzender der LDPD und Präsident der Volkskammer der DDR. Von 1960 bis zu seinem Tod 1969 war er einer der stellvertretenden Vorsitzenden des Staatsrates der DDR. 1947 gehörte er zu den Mitbegründern der Gesellschaft zum Studium der Kultur der Sowjetunion, aus der 1949 die Gesellschaft für Deutsch-Sowjetische Freundschaft (DSF) hervorging. In der DSF war er Mitglied des Zentralvorstandes und von 1963 bis 1968 deren Präsident.

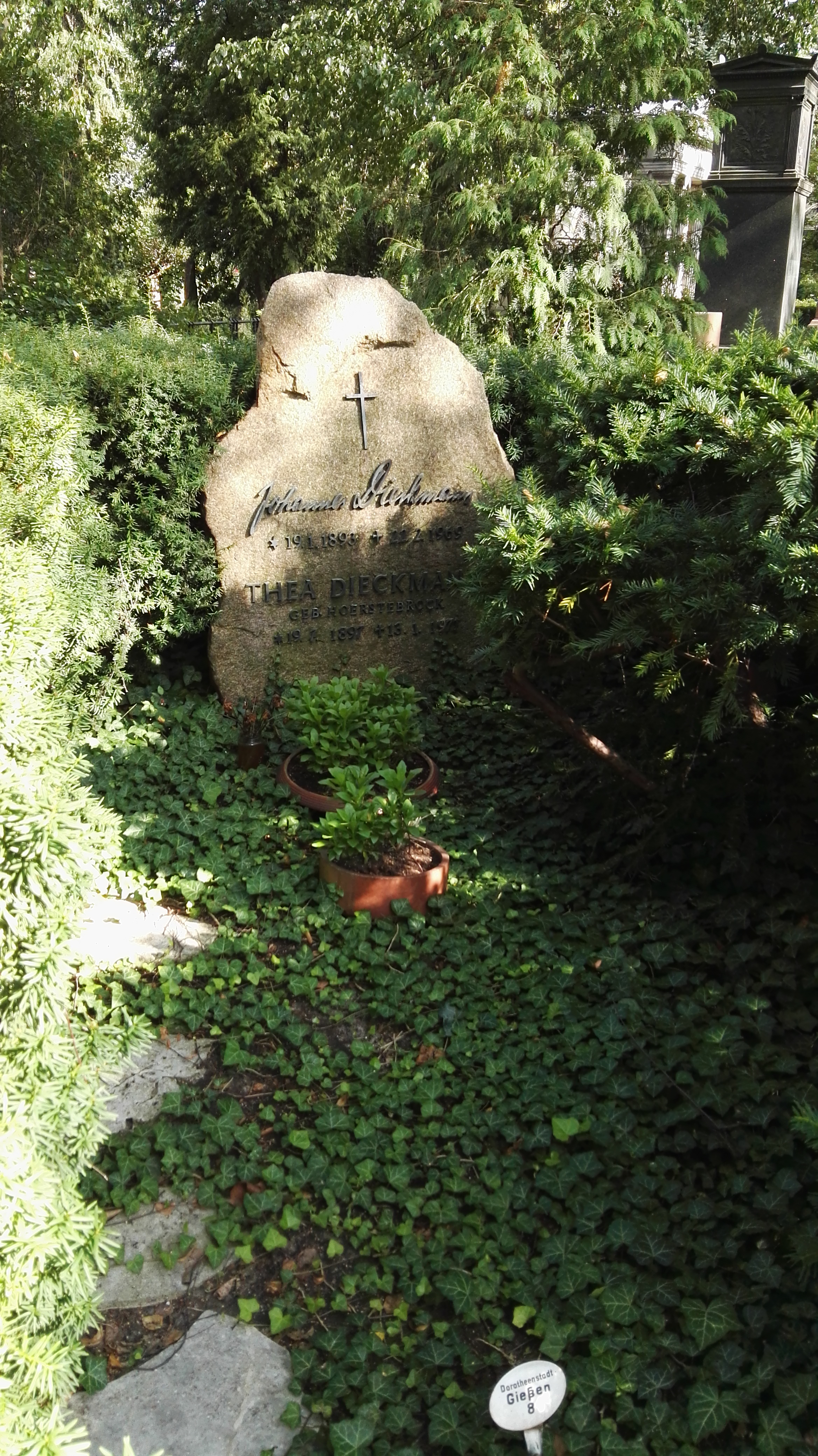
Grabstätte

1961 folgte Dieckmann der Einladung eines Marburger Funktionärs des Liberalen Studentenbunds Deutschlands (LSD), Klaus Horn, um in der hessischen Universitätsstadt über die Wiedervereinigung zu diskutieren. Im Vorfeld distanzierte sich nicht nur die FDP-Spitze von dem Vorhaben, sondern auch die Führung des LSD. Gleichwohl erhielt der Auftritt Dieckmanns große öffentliche Aufmerksamkeit. Mehrere hundert Zuhörer und Journalisten fanden sich in einem Wirtshaussaal ein, und draußen wurde lautstark gegen die Veranstaltung und ihre Protagonisten demonstriert. Dieckmann konnte am Ende nur unter Polizeischutz den Saal verlassen und reiste überhastet ab.
Auf zahlreichen Auslandsreisen hatte Dieckmann, so Der Spiegel, selbst immer in Rede und Habitus bürgerlich, die sozialistische Macht als respektabel präsentiert. In den letzten Jahren hatte der Dresdner Ehrenbürger nur noch als Symbol des SED-Traums von der politisch-moralischen Einheit des DDR-Volkes fungiert.
Er ist auf dem Friedhof der Dorotheenstädtischen und Friedrichswerderschen Gemeinden beigesetzt. Der Lyriker Jens Gerlach widmete ihm in „Dorotheenstädtische Monologe“ ein Gedicht.
Der Schriftsteller Friedrich Dieckmann (* 1937) ist sein Sohn.
Der Nachlass Dieckmanns kam ins Zentralarchiv der LDPD in Berlin und gelangte von dort 1991 ins Archiv des Liberalismus der Friedrich-Naumann-Stiftung für die Freiheit nach Gummersbach.

## Staatliche Ehrungen
- 1954 Vaterländischer Verdienstorden in Gold – Erstverleihung dieses Ordens an 22 Personen[8]
- 1965 Ehrenspange zum Vaterländischen Verdienstorden in Gold
- 1953 Ehrendoktor der Universität Leipzig[9]
- Ehrenprofessor
- Orden Banner der Arbeit
- Ehrenring der DDR
- Deutsche Friedensmedaille
- Die Deutsche Post der DDR gab 1973 im Rahmen der Serie „Bedeutende Persönlichkeiten“ zum 80. Geburtstag Dieckmanns eine Sondermarke heraus.
- 1971–1991 gab es in Berlin-Mitte eine Johannes-Dieckmann-Straße, heute Taubenstraße.[10]

## Darstellung Dieckmanns in der bildenden Kunst der DDR
- Rudolf Bergander: Prof. Dr. Dieckmann (Zeichnung, 1968)[11]
- Rudolf Nehmer: Dr. Joh. Dieckmann, Volkskammerpräsident (Tafelbild, 1960)

## Veröffentlichungen
- Rudolf Heinze. In: Karl Maßmann, Robert Paul Oszwald (Hrsg.): VDSter – 50 Jahre Arbeit für Volkstum und Staat. Den Vereinen Deutscher Studenten zum 6. August 1931 gewidmet. Berlin 1931, S. 61–65.
- In Deutschlands entscheidungsvollster Zeit. Reden und Aufsätze. Kongress-Verlag, Berlin 1958, DNB 57285191X.
- Wohin der Weg führt. Reden und Aufsätze. Zusammengestellt von Theo Hanemann. Hrsg. vom Zentralvorstand der LDPD. Buchverlag Der Morgen, Berlin 1963, DNB 450930580.
- Dokumente – Reden – Aufsätze. Gesammelt von Manfred Bogisch. Hrsg. vom Sekretariat des Zentralvorstandes der LDPD. Buchverlag Der Morgen, Berlin 1982, DNB 830443207.